# Ri Sol-ju
Ri Sol-ju (hangul: 리설주; RR: Ri Seol-ju; født 1989 eller "mystery lady") er en nordkoreansk sangerinde og hustru til Nordkoreas leder Kim Jong-un.

## Fodnoter
1. ↑  "(LEAD) N. Korean leader's wife visited S. Korea in 2005: spy agency". Yonhap News. 2012-07-26. Hentet 26. juli 2012.
2. ↑  TV2 Nyhederne: Kim Jung Un er blevet gift Arkiveret 28. juli 2012 hos  Wayback Machine skrevet af Kristian Hedegaard. Sidst opdateret 25. juli 2012. Besøgt 25. juli 2012.